# 克魯斯特皮爾斯市鎮
克魯斯特皮爾斯市鎮，曾是拉脫維亞的一個市鎮，設立於2009年，位於該國東南部。人口6827人，面積812.2平方公里，人口密度約8.4人/km2。
2021年7月1日，克魯斯特皮爾斯市鎮、葉卡布皮爾斯市及其它市镇合并为新的葉卡布皮爾斯市鎮。

## 外部連結
- 葉卡布皮爾斯市鎮官方網站 （页面存档备份，存于） （拉脱维亚文） （英文）